# آرماندو آناستازیو
آرماندو آناستازیو (انگلیسی: Armando Anastasio؛ زادهٔ ۲۴ ژوئیهٔ ۱۹۹۶) بازیکن فوتبال اهل ایتالیا است.
از باشگاه‌هایی که در آن بازی کرده‌است می‌توان به باشگاه فوتبال پادوا، باشگاه فوتبال ناپولی، و باشگاه فوتبال پارما اشاره کرد.
وی همچنین در تیم‌های ملی فوتبال زیر ۱۸ سال ایتالیا و زیر ۱۹ سال ایتالیا بازی کرده‌است.